# Festung von Bahla
Koordinaten: 22° 58′ 0″ N, 57° 18′ 0″ O
Die Festung von Bahla ist eine Festung in der Stadt Bahla in Oman.
Sie liegt direkt an der Straße von Bahla nach Nizwa. Die Festung ist zusammen mit dem Ort Bahla von einer elf km langen Stadtmauer umgeben. Das genaue Baudatum ist unbekannt, wird jedoch auf das 17. Jahrhundert geschätzt. Auch die Erbauer sind nicht bekannt, man vermutet jedoch, dass die Nabhani-Dynastie die Festung gebaut haben. 1987 wurde die Festung als UNESCO-Weltkulturerbe anerkannt. Damit verbunden wurde auch eine Restaurierung der sehr anfälligen Anlage gestartet. Da die UNESCO durch diesen Schritt jedoch die Originalität des Bauwerkes in Gefahr sah, stand es von 1988 bis 2004 auf der Roten Liste des gefährdeten Welterbes. Durch eine Restaurierung, bei der traditionelle Methoden zum Einsatz kamen, konnte eine Aberkennung vermieden werden.
Heute ist die Festung von Bahla eine der wichtigsten kulturellen Sehenswürdigkeiten in Oman. Seit 2014 kann die Festung wieder besichtigt werden.